# Paleobiology Database
Paleobiology Database (aussi PBDB, sigle pour Paleobiology Database, ou aussi parfois TPDB, sigle pour The Paleobiology Database) est une base de données fournissant des informations taxonomiques et paléontologiques sur les fossiles d'animaux ou de plantes. Elle est issue d'une collaboration internationale multidisciplinaire et est hébergée par l'université du Wisconsin à Madison soutenue notamment par des programmes de la Fondation nationale pour la science.

## Histoire
La PBDB est née de l'initiative de la base de données sur les paléofaunes marines du Phanérozoïque, financée par le NCEAS (National Center for Ecological Analysis and Synthesis), qui fut mise en place entre août 1998 et août 2000. De 2000 à 2015, la PBDB a reçu un financement de la Fondation nationale pour la science. La PBDB a également reçu un soutien du Australian Research Council. De 2000 à 2010, la Paleobiology Database a été hébergée dans le National Center for Ecological Analysis and Synthesis, un centre de recherche interdisciplinaire au sein de l'université de Californie à Santa Barbara. La base de données est actuellement hébergée à l’université du Wisconsin à Madison et elle est supervisée par un comité international des principaux contributeurs de données.
Son site web est un wiki, uniquement modifiable par des professionnels dûment enregistrés, même si n'importe qui peut consulter les données en ligne.
En 2013 fut créé le site Fossilworks (fossilworks.org), hébergé par l'université Macquarie en Australie, dans le but de créer une plateforme d'accès (Gateway en anglais) à la Paleobiology Database.

## Comparaison avec Fossilworks
Au 6 mai 2021, la comparaison selon les deux fournisseurs donne :
| site                                    | références | taxons  | opinions | collections | occurrences | contributeurs                       |
| --------------------------------------- | ---------- | ------- | -------- | ----------- | ----------- | ----------------------------------- |
| Paleobiology Database                   | 76 702     | 437 089 | 825 965  | 219 918     | 1 521 158   | 410 (130 institutions dans 24 pays) |
| Fossilworks                             | 72 851     | 423 885 | ?        | 211 094     | 1 477 100   | 542 (222 institutions dans 29 pays) |
| Delta Fossilworks/Paleobiology Database | -3 851     | -13 204 | ?        | -8 824      | -44 058     | +132                                |

### Comparaison au 28 août 2023
Au 22 septembre 2022, la comparaison selon les deux fournisseurs donne :
| site                                    | références | taxons  | opinions | collections | occurrences | contributeurs                       |
| --------------------------------------- | ---------- | ------- | -------- | ----------- | ----------- | ----------------------------------- |
| Paleobiology Database                   | 85 615     | 476 449 | 922 319  | 231 474     | 1 591 811   | 410 (130 institutions dans 24 pays) |
| Fossilworks                             | ?          | ?       | ?        | ?           | ?           | ?                                   |
| Delta Fossilworks/Paleobiology Database | ?          | ?       | ?        | ?           | ?           | ?                                   |

## Carte des fossiles triés par chronologie et lieu de découverte
En 2017, la cartographie interactive de cette base de données a permis la présentation journalistique, chez Sciences et Avenir, de la carte des fossiles triés par chronologie et lieu de découverte.

## Critique
Le paléontologue américain Donald Prothero (en) a montré que les répartitions stratigraphiques de plusieurs familles de mammifères cénozoïques dans la PBDB sont faussement surestimées du fait de l’utilisation non critique des données erronées.

## Numéros de publication officielle pour TPDB
En décembre 2024, le site TPDB revendique l'attribution de plus de 510 numéros de publications officielles,.